# Oscil·loscopi

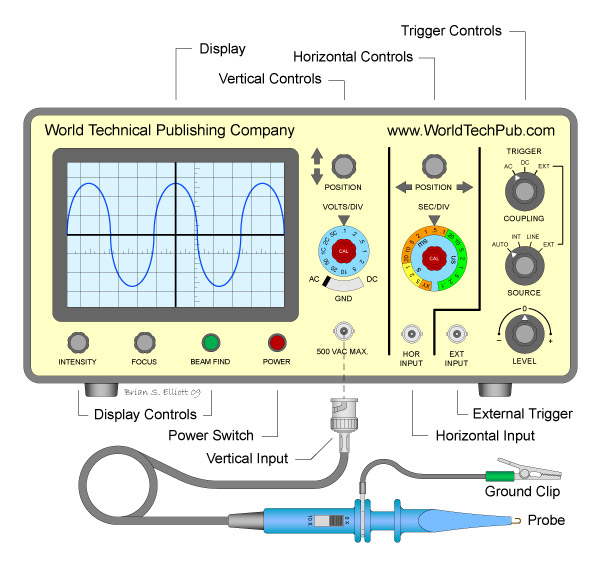
Frontal d'un oscil·loscopi idealitzat

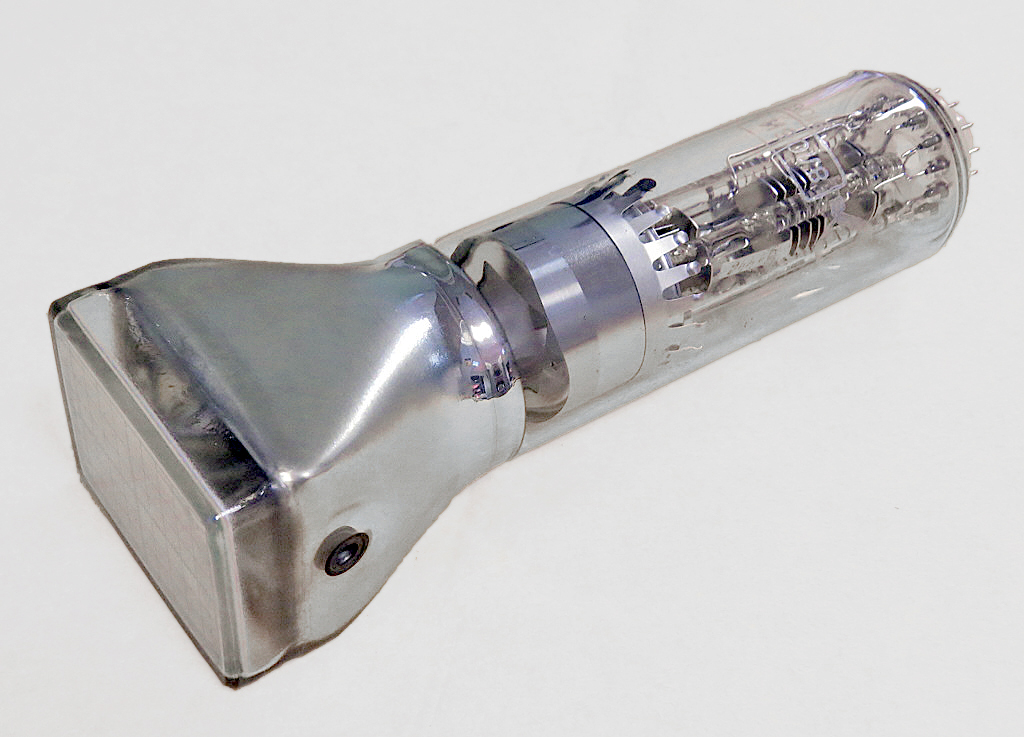
Tub de raigs catòdics de l'oscil·loscopi, l'extrem esquerre en forma quadrada seria la pantalla blava del dispositiu superior quan està integrat.

Un oscil·loscopi és un instrument de mesura electrònic que crea gràfics visibles en dues dimensions d'una o més diferències de potencial elèctric. L'eix horitzontal normalment representa el temps, cosa que fa útil aquest instrument per representar senyals periòdics. L'eix vertical normalment mostra voltatge. La imatge és generada mitjançant una pantalla, tradicionalment un Tub de raigs catòdics. Permet veure l'evolució temporal de diferents senyals presents en els circuits electrònics.
Aquests aparells, compten amb uns commutadors que ens permeten l'ajust de l'escala de temps i de voltatge. Les freqüències en què es pot usar un oscil·loscopi poden ser des d'un senyal que no variï en funció del temps (com un corrent continu) fins a l'ordre de 10 MHz o més en funció del model emprat.
De la mateixa manera, es pot ajustar l'eix vertical (voltatge) per aconseguir visualitzar correctament el senyal en la pantalla. Mitjançant sondes equipades amb atenuadors, es pot visualitzar qualsevol rang de voltatges, sempre que es tingui en compte el voltatge màxim que pot suportar l'equip, i que un voltatge massa petit (de l'ordre de mil·livolts) pot aparèixer distorsionat per efecte de l'anomenat soroll elèctric. Aquestes regulacions determinen el valor de l'escala quadricular que divideix la pantalla, permetent saber quant representa cada quadrat d'aquesta per conèixer el valor del senyal a mesurar, tant en tensió com en freqüència.
La implantació de la tecnologia digital en aquests instruments, ha permès la creació d'una nova generació d'oscil·loscopis que permeten treballar i contrastar amb molt més detall i precisió tota mena de senyals elèctrics.

## Història
Les primeres visualitzacions d'alta velocitat de tensions elèctriques es van fer amb un oscil·lograf electromecànic. Van donar informació valuosa sobre els canvis de voltatge d'alta velocitat, però tenien una resposta de freqüència molt baixa i van ser substituïts per l'oscil·loscopi que utilitzava un tub de raigs catòdics (CRT) com a element de visualització. El tub de Braun, precursor del CRT, era conegut el 1897, i el 1899 Jonathan Zenneck el va equipar amb plaques formadores de feix i un camp magnètic per desviar la traça, i això va formar la base del CRT. Els primers tubs de raigs catòdics s'havien aplicat experimentalment a mesures de laboratori ja a la dècada del 1920, però patien una mala estabilitat del buit i dels emissors catòdics. V. K. Zworykin va descriure un tub de raigs catòdics buit segellat permanentment amb un emissor termoiònic el 1931. Aquest component estable i reproduïble va permetre a General Radio fabricar un oscil·loscopi que es podia utilitzar fora d'un entorn de laboratori. Després de la Segona Guerra Mundial, les peces electròniques excedents es van convertir en la base per a la recuperació de Heathkit Corporation, i un kit d'oscil·loscopi de 50 dòlars fet amb aquestes peces va demostrar el seu primer èxit al mercat.

## Característiques

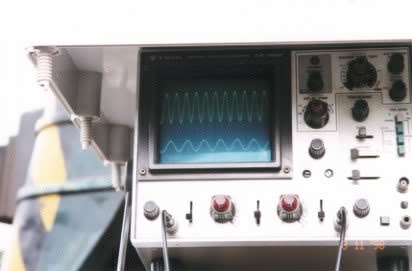
Un oscil·loscopi funcionant

La majoria dels oscil·loscopis moderns són instruments lleugers que són prou compactes com per a ser fàcilment transportats per una sola persona. A més de les unitats portàtils, el mercat ofereix una sèrie d'instruments en miniatura que funcionen amb bateries per a aplicacions de treball de camp. Els oscil·loscopis de laboratori, especialment les unitats més antigues que utilitzen tubs de buit, són generalment dispositius de sobretaula que poden ser muntats laboratoris permanents.
En algunes aplicacions l'oscil·loscopi clàssic està essent substituït a poc a poc per l'anomenat oscil·loscopi USB, que està constituït per un conversor analògic-digital que lliura els senyals analògics a representar, prèviament digitalitzats, a l'ordinador, en el qual s'executa un programari que dota l'ordinador de les funcions pròpies d'un oscil·loscopi. Els conversors esmentats solen connectar-se a l'ordinador per un port USB, per la qual cosa se'ls coneix popularment com a oscil·loscopis USB. Habitualment proporcionen funcions complementàries de les pròpies d'un oscil·loscopi, com poden ser les d'anàlisi d'espectre de freqüències.

## Tipus
Els equips elèctrics es divideixen en dos tipus: analògics i digitals. Els primers treballen amb variables contínues, i els segons ho fan amb variables discretes.
Un exemple d'equip analògic seria un gramòfon i un Compact Disc seria un equip digital.
Els oscil·loscopis també poder ser analògics o digitals. Els primers treballen directament amb el senyal aplicat, aquest un cop amplificat desvia un flux d'electrons en sentit vertical proporcional al seu valor. En canvi els oscil·loscopis digitals utilitzen prèviament un conversor (A/D), per emmagatzemar digitalment el senyal d'entrada, reconstruint després a la pantalla aquesta informació.
Els dos tipus tenen els seus avantatges i inconvenients. Els analògics es prefereixen quan es prioritza visualitzar variacions ràpides del senyal d'entrada en temps real. I els digitals s'utilitzen quan es vol visualitzar i estudiar esdeveniments no repetitius (pics de voltatge que es produeixen aleatòriament)
Cal remarcar que amb els oscil·loscopis digitals es poden realitzar algunes opcions impossibles d'aconseguir amb circuiteria analògica:
- Mesura automàtica de màxims i mínims, valors de pic.
- Mesura de flangs de senyal i altres intervals.
- Captura de transitoris (valors de sortida que desapareixen al cap d'un cert temps). Amb un d'analògic només es poden veure si es van repetint.
- Càlculs avançats com la FFT (transformada ràpida de Fourier) per calcular l'espectre del senyal.
- No fa falta que el senyal sigui periòdic (per l'analògic és necessari).

### Oscil·loscopi de raigs catòdics
Consisteixen (en la seva versió més simple) en un tub de raigs catòdics, un amplificador vertical, una timebase, un amplificador horitzontal i un alimentador de corrent. Per a distingir-los dels oscil·loscopis digitals populars a partir de 1990s i 2000s se'ls anomena oscil·loscopis analògics.
Normalment, són utilitzats com un vectorscope per analitzar propietats de senyals complexos en televisió analògica, com la representació de barres de color SMPTE.
Els oscil·loscopis analògics no inclouen una graella de referència calibrada per mesurar la mida d'ones (encara que sovint sí que inclouen una). Per a mesurar senyals s'envia un senyal de referència a un axis i el senyal a mesurar en el segon axis, resultant en un patró complex anomenat com corba de Lissajous. La forma d'aquesta corba s'interpreta identificant propietats del senyal mesurat amb relació al senyal de referència.

### Oscil·loscopi digital
A l'oscil·loscopi digital el senyal és prèviament digitalitzat per un convertidor analògic digital. En dependre la fiabilitat de la visualització de la qualitat d'aquest component, aquesta ha de ser cuidada al màxim.
Les característiques i els procediments assenyalats per als oscil·loscopis analògics són aplicables als digitals. Tot i això, en aquests es tenen possibilitats addicionals, com ara el tret anticipat (pre-triggering) per a la visualització d'esdeveniments de curta durada, o la memorització de l'oscil·lograma transferint les dades a un PC. Això permet comparar mesures realitzades al mateix punt d'un circuit o element. També hi ha equips que combinen etapes analògiques i digitals.
La característica principal d'un oscil·loscopi digital és la velocitat de mostreig; aquesta determinarà l'amplada de banda màxima que pot mesurar l'instrument basant-se en el teorema de Nyquist. Ve expressada en MS/s (milions de 'samples', mostres per segon).
La majoria dels oscil·loscopis digitals actualment estan basats en control per FPGA (de l'anglès Field Programmable Gate Array), el qual és l'element controlador del convertidor analògic a digital d'alta velocitat de l'aparell i la resta de circuiteria interna, com memòria, buffers, entre d'altres.
Aquests oscil·loscopis afegeixen prestacions i facilitats a l'usuari impossibles d'obtenir amb circuiteria analògica, com els següents:
- Mesura automàtica de valors de pic, màxims i mínims de senyal. Veritable valor eficaç.
- Mesura de flancs del senyal i altres intervals.
- Captura de transitoris.
- Càlculs avançats, com la FFT per calcular l'espectre del senyal. També serveix per mesurar senyals de tensió.

Dins de l'oscil·loscopi digital hi ha dos tipus que es diferencien clarament:
- De banc: més potents que els que ho precedeixen, fets per tenir en una sola localització durant més temps.
- Portàtil: amb menys potència però més compactes per portar d'un lloc a l'altre.

### Oscil·loscopi de Fòsfor Digital
L'oscil·loscopi de fòsfor digital (DPO, Digital Phosphor Oscilloscope) ofereix una nova proposta a l'arquitectura de l'oscil·loscopi, ja que combina les millors característiques d'un oscil·loscopi analògic amb les d'un oscil·loscopi digital.
Com l'oscil·loscopi analògic, el primer pas és l'amplificador vertical, i igual que l'oscil·loscopi digital, la segona etapa és un convertidor ADC. Però després de la conversió d'analògic a digital, l'oscil·loscopi de fòsfor digital és una mica diferent del digital. Aquest té funcions especials dissenyades per recrear el grau d'intensitat d'un tub de raigs catòdics.
En comptes d'utilitzar fòsfor químic, igual que un oscil·loscopi analògic, el DPO té fòsfor digital que és una base de dades actualitzada constantment. Aquesta base de dades té una cel·la separada d'informació per a cada un dels píxels que té la pantalla. Cada vegada que una forma d'ona és capturada (en altres paraules, cada vegada que l'oscil·loscopi és disparat) aquesta és emmagatzemada a les cel·les de la base de dades. A cada cel·la que emmagatzema la informació de la forma dona després se li insereix la informació de la intensitat. Finalment, tota la informació és mostrada a la pantalla LCD o emmagatzemada per l'oscil·loscopi.

## Exemples d'ús

Figures de Lissajous en un oscil·loscopi, amb una diferència de fase de 90 graus entre les entrades xey.

Un dels usos més freqüents dels oscil·loscopis és la resolució de problemes d'equips electrònics que funcionen malament. Per exemple, quan un voltímetre pot mostrar un voltatge totalment inesperat, un oscil·loscopi pot revelar que el circuit està oscil·lant. En altres casos, la forma o el moment precís del pols és important.
En un equip electrònic, per exemple, les connexions entre etapes (per exemple, mescladors electrònics, oscil·ladors electrònics, amplificadors) poden "sondejar-se" per detectar el senyal esperat, utilitzant l'oscil·loscopi com un simple rastrejador de senyal. Si el senyal esperat és absent o és incorrecte, alguna etapa anterior de l'electrònica no funciona correctament. Atès que la majoria de les falles tenen lloc a causa d'un sol component defectuós, cada mesurament pot mostrar que algunes de les etapes d'un equip complex funcionen o probablement no van causar la falla.
Quan es troba l'etapa defectuosa, una anàlisi més detallada generalment pot indicar a un tècnic qualificat exactament quin component ha fallat. Quan es reemplaça el component, la unitat pot restablir-se al servei o almenys es pot aïllar la següent falla. Aquest tipus de solució de problemes és típic dels receptors de ràdio i televisió, així com dels amplificadors d'àudio, però es pot aplicar a dispositius molt diferents, com els motors electrònics.
Un altre ús és comprovar circuits acabats de dissenyar. Sovint, un circuit acabat de dissenyar es comporta malament a causa d'errors de disseny, mals nivells de voltatge, soroll elèctric, etc. L'electrònica digital generalment funciona des d'un rellotge, per la qual cosa és útil un oscil·loscopi de doble traça que mostri tant el senyal del rellotge com un senyal de prova que depèn del rellotge. Els abasts d'emmagatzematge són útils per "capturar" esdeveniments electrònics rars que causen un funcionament defectuós.
Els oscil·loscopis s'utilitzen sovint durant el desenvolupament de programari en temps real per comprovar, entre altres coses, els terminis incomplerts i les latències en el pitjor dels casos.